# Catochrysops argentata
Catochrysops argentata är en fjärilsart som beskrevs av Tite 1959. Catochrysops argentata ingår i släktet Catochrysops och familjen juvelvingar. Inga underarter finns listade i Catalogue of Life.